# Nikołaj Dobrew
Nikołaj Kiriłow Dobrew (bułg. Николай Добрев, ur. 19 października 1947 roku w miejscowości Gocze Delczew, zm. w kwietniu 1999) – bułgarski polityk, od końca lat 60. aktywny działacz komunistyczny (m.in. długoletni sekretarz generalny KC Komsomołu im. Georgi Dymitrowa); po upadku komunizmu deputowany do Zgromadzenia Narodowego 36., 37. i 38. kadencji (1990–1994, 1994–1996, 1997–1999), minister spraw wewnętrznych w rządzie Żana Widenowa (1996–1997), po jego upadku kandydat Bułgarskiej Partii Socjalistycznej na premiera. 

## Wykształcenie i kariera w okresie komunizmu
Jest absolwentem Akademii Górnictwa i Geologii w Sofii oraz Akademii Nauk Społecznych w Moskwie. Od 1969 roku należał do Bułgarskiej Partii Komunistycznej. Karierę polityczną rozpoczął w Komsomole im. Georgi Dymitrowa – początkowo pracował w jego oddziale regionalnym w Błagojewgradzie (1973–1979), z czasem awansował na stanowisko sekretarza generalnego komitetu centralnego (1979–1985). Ponadto w tym okresie pełnił szereg innych funkcji, był m.in. dwukrotnie radnym Sofii (1972–1973 i 1988–1990). 

## Kariera polityczna po 1990 roku
Po upadku komunizmu w Bułgarii był jednym ze zwolenników przekształcenia BPK w Bułgarską Partię Socjalistyczną. Od maja 1998 do śmierci był jej wiceprzewodniczącym. W maju 1996 roku wszedł do rządu Żana Widenowa, pierwszego lewicowego gabinetu po 1990 roku, na stanowisko ministra spraw wewnętrznych. Kiedy w lutym 1997, po wybuchu tzw. kryzysu walutowego, po ulicach Sofii przeszły demonstracje antyrządowe, tracąca na popularności BPS postanowiła podać gabinet do dymisji, a na nowego premiera desygnować właśnie Dobrewa. Jednak ten nie zdołał utworzyć rządu, którego w parlamencie nie popierał nikt oprócz postkomunistów. Niedługo po tym, jak prezydent Petyr Stojanow zagroził wprowadzeniem dekretu o stanie wyjątkowym, Dobrew zrezygnował z dalszych prób formowania rady ministrów, a kierownictwo BPS ogłosiło, że zrzeka się władzy i oczekuje na rozpisanie nowych wyborów.
W parlamencie Dobrew zasiadał od 1990 roku aż do niespodziewanej śmierci w kwietniu 1999 roku. 